# Heidelberger Parteitag der KPD
Als Heidelberger Parteitag der KPD wird der 2. Parteitag der Partei im Jahr 1919 bezeichnet.
Der zweite Parteitag der Kommunistischen Partei Deutschlands (KPD) fand zwischen dem 20. und 23. Oktober 1919 statt. Da die Partei zu dieser Zeit in der Illegalität agierte, mussten die Delegierten häufiger den Tagungsort wechseln. So fand die Konferenz neben Heidelberg – der Ort nach dem der Parteitag benannt worden ist – auch noch in Mannheim, auf der Wachenburg und dem Dilsberg statt.
Der Parteitag war geprägt von der Auseinandersetzung zwischen der Zentrale um Paul Levi und einem links-syndikalistischen Flügel. Während die Zentrale für eine Mitarbeit in den Gewerkschaften des ADGB und eine Beteiligung an den Reichstagswahlen plädierte, vertraten die Ultralinken um Otto Rühle die Position, dass die Partei eigene Gewerkschaften aufbauen und die Wahlen boykottieren solle. Ein Teil dieser Fraktion wurde nach dem Parteitag ausgeschlossen. 1920 schließlich gründete der linksradikale Flügel die Kommunistische Arbeiterpartei Deutschlands (KAPD).